# Heinz Koch
Heinz Koch (ur. 22 października 1961 w Villach) – austriacki skoczek narciarski, reprezentant kraju, trener.

## Kariera
Największym sukcesem Heinza Kocha w karierze sportowej było zdobycie srebrnego medalu na mistrzostwach Europy juniorów 1978 w austriackim Murau.

## Kariera trenerska
Heinz Koch po zakończeniu kariery sportowej rozpoczął karierę trenerską. W latach 1992–1995 prowadził reprezentację Austrii. Za kadencji Kocha największe sukcesy odnosili Andreas Goldberger (dwukrotny zdobywca Pucharu Świata (1993, 1995), 3. miejsce w klasyfikacji generalnej Pucharu Świata 1993/1994, dwukrotny triumfator Turnieju Czterech Skoczni (1993, 1995), dwukrotny wicemistrz świata (1993 na normalnej skoczni, 1995 na dużej skoczni), brązowy medalista igrzysk olimpijskich 1994 na dużej skoczni) Werner Rathmayr (Puchar Świata w lotach narciarskich 1994/1995) oraz reprezentacja Austrii (brązowy medal mistrzostw świata 1993 oraz igrzysk olimpijskich 1994 w konkursie drużynowym).
Sukcesy podopiecznych Kocha w Austrii w latach 1992–1995 (chronologicznie)
| Medal | Zawodnik           | Zawody                   | Rok  |
| ----- | ------------------ | ------------------------ | ---- |
|       | Andreas Goldberger | Turniej Czterech Skoczni | 1993 |
|       | Andreas Goldberger | Mistrzostwa świata       | 1993 |
|       | Andreas Goldberger | Mistrzostwa świata       | 1993 |
|       | Austria            | Mistrzostwa świata       | 1993 |
|       | Andreas Goldberger | Puchar Świata            | 1993 |
|       | Andreas Goldberger | Puchar Świata            | 1993 |
|       | Austria            | Puchar Narodów           | 1993 |
|       | Andreas Goldberger | Turniej Czterech Skoczni | 1994 |
|       | Andreas Goldberger | Igrzyska olimpijskie     | 1994 |
|       | Austria            | Igrzyska olimpijskie     | 1994 |
|       | Andreas Goldberger | Puchar Świata            | 1994 |
|       | Austria            | Puchar Narodów           | 1994 |
|       | Andreas Goldberger | Turniej Czterech Skoczni | 1995 |
|       | Andreas Goldberger | Mistrzostwa świata       | 1995 |
|       | Andreas Goldberger | Puchar Świata            | 1995 |
|       | Werner Rathmayr    | Puchar Świata w lotach   | 1995 |
|       | Austria            | Puchar Narodów           | 1995 |

W 1997 roku został konsultantem w reprezentacji Czech. Następnie już bez większych sukcesów, trenował indywidualnie w sezonie 1997/1998 Andreasa Goldbergera, w sezonie 1998/1999 reprezentację Słowenii, a w latach 2000–2003 reprezentację Francji.
W latach 2003–2006 prowadził reprezentację Chin, której zawodnicy za kadencji Kocha po raz pierwszy w historii brali udział w mistrzostwach świata – 2005 oraz w igrzyskach olimpijskich – 2006.
Potem był trenerem w Willingen, gdzie szkolił m.in. Stephana Leyhe, a w 2016 roku został wybrany Trenerem Roku w DSV.

## Życie prywatne
Jego starszym bratem jest były skoczek narciarski – Fritz Koch, a jego bratankiem były skoczek narciarski – Martin Koch.